# Guy Vandijck

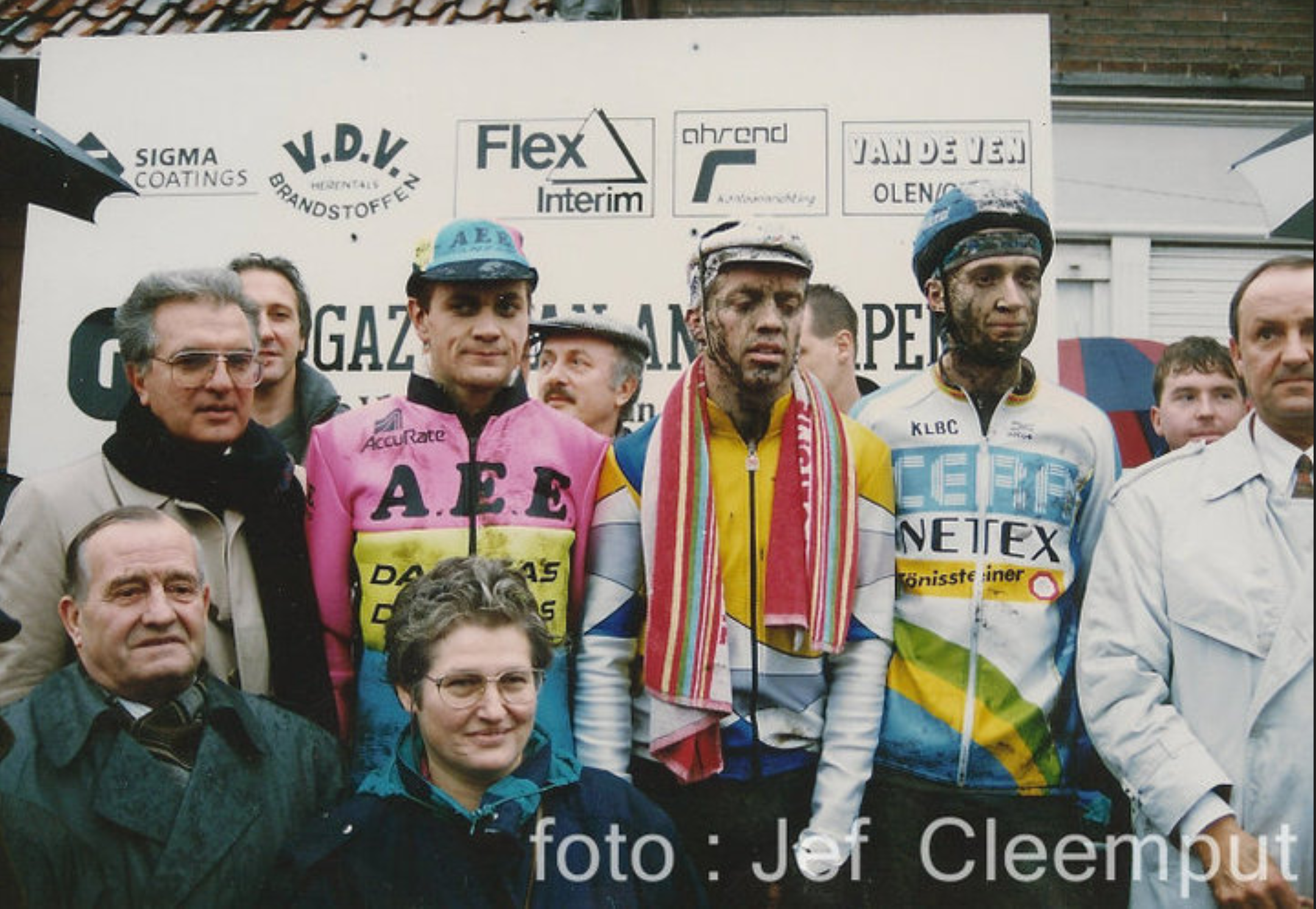
Guy Van Dijck op het podium na GvA trofee cross in Niel op 11-11-1991

Guy Vandijck (Herentals, 21 mei 1961) is een Belgisch voormalig professioneel wielrenner en veldrijder. Hij reed zijn gehele carrière voor A.E.E. Accurate. Vandijck was in 1978 Belgisch kampioen veldrijden bij de nieuwelingen. Een jaar later werd hij Belgisch kampioen bij de junioren.
Guy Vandijck is een oom van wielrenner Willem Van den Eynde.

## Belangrijkste overwinningen
1978
- Belgisch kampioen veldrijden, Nieuwelingen

1979
- Belgisch kampioen veldrijden, Junioren

1988
- Cyclocross Zonhoven

1989
- GP Rouwmoer
- Kasteelcross
- Azencross

1991
- Jaarmarktcross Niel